# Listen to Your Heart
A Listen to Your Heart című dal a svéd Roxette második kimásolt kislemeze a Look Sharp! című stúdióalbumról. A dalt Per Gessle és a Gyllene Tider korábbi gitárosa Mats "MP" Persson írta. A dal 1989 legsikeresebb kislemeze volt az Egyesült Államokban, és Kanadában is, ahol egyaránt listaelső volt. A dal úgy lett siker, hogy nem jelent meg 7" inches kislemezen.
A "Listen to Your Heart" című dal a 62. helyezett volt 1989. októberében az Egyesült Királyságban. Az It Must Have Been Love sikerét követően dupla A oldalas kislemezként jelent meg a Dangerous című dallal együtt. 1990. augusztusában a dal a 6. helyezett volt az angol kislemezlistán. 2005-ben a belga DHT nevű együttes megjelentette a dal remix változatát, mely több slágerlistára is felkerült, köztük Franciaországban, Hollandiában, az Egyesült Királyságban. Az Egyesült Államokban Top 10-es sláger lett.

## Előzmények, és a dal összetétele
A dalt a "Nagyon rossz ballada" jelzővel ihlették az 1995-ös Don't Bore Us, Get to the Chorus! című válogatáslemez kapcsán. A duó egy úgynevezett amerikai FM-rock hangzást akart létrehozni, látva, hogy milyen messze tudnak eljutni. A "Listen to Your Heart" Gessle egy közeli barátjának története ihlette, aki egy régi kapcsolat és egy új szerelem között "ragadt". " Egy éjszaka néhány pohár pezsgő után felhívtam őt, mondván: Hé, első helyezett lett a dal az Egyesült Államokban." – nyilatkozta Gessle.
Az Ultimate Guitar nevű közösségi oldal szerint a dal egy alternatív rock ballada, mely 86 BPM/perc tempójú. A verzék három ismétlődő Bm- G- A szekvencióból és egy Bm – G – Em sorozatból állnak. Az első két kórus egy BM – G – D – A sorozat két ismétlésből áll, majd egy kibővített D – A – G – Bm – G – A – Bm sorozatból áll. Az utolsó kórusrész két teljes hangjelzéssel módosul, D♯m – B – F♯ – C♯ ismétlésből áll, majd F♯ – C♯ – B – F♯ – D♯m – B sorozatból áll. –C♯ – D♯m – B, az utolsó négy hangot megismételve a dal végén.

## Magyar vonatkozások
A dalt a Fidesz – Magyar Polgári Szövetség is felhasználta 1990-es kampányához. "Hallgass a szívedre,  szavazz a Fideszre" szlogennel.

## Videoklip
A dalhoz tartozó klipet Doug Freel rendezte, melyet a Borgholm kastély romjainál, a svéd Örland szigeten forgattak. A forgatócsoport úgy vélte, hogy olyan érzés volt, mintha a romot kifejezetten a videó számára készítették volt. "Időbe telt, mire meggyőztem őket, hogy a hely valóban valódi volt" – nyilatkozta Gessle.
A dal minden Roxette turnén elhangzott. Az On the Look Sharp! Live Tour és a Join the Joyride Tour turnékon is, ahol az eredeti változatot mutatták be, bár készült egy akusztikus változat is a dalból, melyet a Crash! Boom! Bang! turné óta 1994-től adnak elő ebben a változatban.

## Megjelenések
Minden dalt Per Gessle írt, kivéve a "Listen to Your Heart" címűt, melyet Gessle Mats Peterssonnal írt; A "Half a Woman, Half a Shadow" című dalt Fredriksson, Gessle, és Persson írták.
- 7"  Svédország EMI 1363237 ·  Egyesült Királyság EMI EM108)
- MC Single   Egyesült Királyság EMI TCEM108)

1. "Listen to Your Heart" – 5:12
2. "(I Could Never) Give You Up" – 3:59

- 7" Amerikai Egyesült Államok B-50223
- MC Single   Amerikai Egyesült Államok EMI 4JM-50223

1. "Listen to Your Heart" – 5:12
2. "Half a Woman, Half a Shadow" – 3:33

- CD Single  Egyesült Királyság EMI CDEM108

1. "Listen to Your Heart" (Single Mix) – 5:14
2. "Dressed for Success" (New Radio Mix) – 3:56
3. "(I Could Never) Give You Up" – 3:58
4. "Neverending Love" (Live) – 3:31

- CD Single(1990 UK és Írország újrakiadás)  Egyesült Királyság EMI CDEM149)

1. "Listen to Your Heart" (Swedish Single Version) – 5:12
2. "Dangerous" – 3:46
3. "Listen to Your Heart" (US Mix) – 4:53
4. "Dangerous" (U.S. Club Edit) – 3:46

## Közreműködő előadók
- Marie Fredriksson – ének, háttérének
- Per Gessle – ének, háttérének
- Per "Pelle" Alsing – dobok
- Anders Herrlin – producer és hangmérnök
- Jonas Isacsson – elektromos gitár
- Clarence Öfwerman – billentyűzetek , producer
- Alar Suurna – hangmérnök

## Slágerlista
| Slágerlista (1988–90)                 | Legjobb helyezés |
| ------------------------------------- | ---------------- |
| Ausztrália (ARIA)                     | 10               |
| Ausztria (Ö3 Austria Top 40)          | 2                |
| Belgium (Ultratop 50 Flanders)        | 3                |
| Kanada Top Singles (RPM)              | 1                |
| Finland (Suomen virallinen lista)     | 18               |
| Németország (Media Control Charts)    | 7                |
| Írország(IRMA)                        | 5                |
| Italy (FIMI)                          | 18               |
| Japan International (Oricon)          | 3                |
| Hollandia (Top 40)                    | 3                |
| Hollandia (Single Top 100)            | 5                |
| Új-Zéland (Recorded Music NZ)         | 11               |
| Poland Airplay (ZPAV)                 | 1                |
| Spain (AFYVE)                         | 17               |
| Svédország (Sverigetopplistan)        | 3                |
| Svájc (Schweizer Hitparade)           | 8                |
| Egyesült Királyság (UK Singles Chart) | 6                |
| US Billboard Hot 100                  | 1                |
| US Adult Contemporary (Billboard)     | 2                |

| Slágerlista (2019)                           | Legjobb helyezés |
| -------------------------------------------- | ---------------- |
| Australian Digital Tracks (ARIA)             | 31               |
| Magyarország (MAHASZ)                        | 14               |
| Skócia (Scottish Singles Top 40)             | 39               |
| Egyesült Királyság (Official Charts Company) | 59               |

| Slágerlista (1989)                  | Helyezés |
| ----------------------------------- | -------- |
| Australian Singles (ARIA)           | 74       |
| Canadian Singles (RPM)              | 29       |
| Dutch Singles (Top 40)              | 73       |
| Dutch Singles (Top 100)             | 75       |
| German Singles (GfK)                | 45       |
| Italian Singles (FIMI)              | 86       |
| US Billboard Hot 100                | 22       |
| US Singles (Cashbox)                | 19       |
| US Radio Songs (Billboard)          | 12       |
| US Pop Songs (Billboard)            | 33       |
| Slágerlista (1990)                  | Helyezés |
| Belgian Singles (Ultratop Flanders) | 98       |
| Brazilian Singles (ABPD)            | 40       |
| UK Singles (OCC)                    | 84       |

## Minősítések
| Ország           | Minősítés | Eladások |
| ---------------- | --------- | -------- |
| Ausztrália ARIA  | arany     | 25.000   |
| Svédország (GLF) | arany     | 25.000   |